# Giải vô địch bóng đá trẻ thế giới 1977
Giải vô địch bóng đá trẻ thế giới 1977 là giải đấu lần đầu tiên của Giải vô địch bóng đá trẻ thế giới, do Tunisia đăng cai từ ngày 27 tháng 6 đến ngày 10 tháng 7 năm 1977 tại ba địa điểm — Tunis, Sousse và Sfax. 28 trận đấu được tổ chức là con số nhỏ nhất trong lịch sử giải đấu. Liên Xô đã đánh bại México ở loạt sút luân lưu trong trận chung kết được tổ chức tại Sân vận động El Menzah của Tunis.
Ủy ban Giải đấu được chủ trì bởi Phó Chủ tịch FIFA Harry Cavan, người đi đầu trong việc tạo ra Giải vô địch trẻ thế giới.

## Vòng loại
| Liên đoàn                         | Giải đấu loại                                                     | Các đội tuyển vượt qua vòng loại                |
| --------------------------------- | ----------------------------------------------------------------- | ----------------------------------------------- |
| AFC (Châu Á)                      | Giải vô địch bóng đá trẻ châu Á 1977                              | Iran · Iraq                                     |
| CAF (Châu Phi)                    | Chủ nhà                                                           | Tunisia                                         |
| CAF (Châu Phi)                    | Vòng loại Giải vô địch bóng đá trẻ thế giới 1977 khu vực châu Phi | Bờ Biển Ngà · Maroc                             |
| CONCACAF (Bắc, Trung Mỹ & Caribe) | Giải vô địch bóng đá U-20 CONCACAF 1976                           | Honduras · México                               |
| CONMEBOL (Nam Mỹ)                 | Giải vô địch bóng đá trẻ Nam Mỹ 1977                              | Brasil · Paraguay · Uruguay                     |
| UEFA (Châu Âu)                    | Giải vô địch bóng đá U-18 châu Âu 1976                            | Áo · Pháp · Hungary · Ý · Liên Xô · Tây Ban Nha |

## Đội hình
Danh sách đội hình, xem Danh sách cầu thủ tham dự giải vô địch bóng đá trẻ thế giới 1977

## Địa điểm
| Tunis                       | TunisSousseSfax | Tunis                          |
| --------------------------- | --------------- | ------------------------------ |
| Sân vận động El Menzah      | TunisSousseSfax | Sân vận động Chedly Zouiten    |
|                             | TunisSousseSfax |                                |
| Sức chứa: 45.000            | TunisSousseSfax | Sức chứa: 18.000               |
| Sousse                      | TunisSousseSfax | Sfax                           |
| Sân vận động Olympic Sousse | TunisSousseSfax | Sân vận động Ameur El-Gargouri |
|                             | TunisSousseSfax |                                |
| Sức chứa: 10.000            | TunisSousseSfax | Sức chứa: 4.000                |

## Vòng bảng
Các đội thắng trong bảng sẽ được vào thẳng vòng bán kết.

### Bảng A
| VT | Đội         | ST | T | H | B | BT | BB | HS | Đ | Giành quyền tham dự |
| -- | ----------- | -- | - | - | - | -- | -- | -- | - | ------------------- |
| 1  | México      | 3  | 1 | 2 | 0 | 8  | 2  | +6 | 4 | Bán kết             |
| 2  | Tây Ban Nha | 3  | 1 | 1 | 1 | 3  | 3  | 0  | 3 |                     |
| 3  | Pháp        | 3  | 1 | 1 | 1 | 3  | 3  | 0  | 3 |                     |
| 4  | Tunisia (H) | 3  | 1 | 0 | 2 | 1  | 7  | −6 | 2 |                     |

| Pháp           | 1 – 2      | Tây Ban Nha             |
| -------------- | ---------- | ----------------------- |
| Bacconnier 75' | (Chi tiết) | Escobar 29' · Casas 60' |

| México                                              | 6 – 0      | Tunisia |
| --------------------------------------------------- | ---------- | ------- |
| Manzo 46, 47' · Placencia 48, 69, 72' · Garduno 56' | (Chi tiết) |         |

| Tây Ban Nha | 1 – 1      | México        |
| ----------- | ---------- | ------------- |
| Escobar 46' | (Chi tiết) | Rodríguez 73' |

| Tunisia | 0 – 1      | Pháp      |
| ------- | ---------- | --------- |
|         | (Chi tiết) | Meyer 20' |

| Pháp     | 1 – 1      | México    |
| -------- | ---------- | --------- |
| Wiss 64' | (Chi tiết) | Moses 70' |

| Tây Ban Nha | 0 – 1      | Tunisia         |
| ----------- | ---------- | --------------- |
|             | (Chi tiết) | Ben Fattoum 52' |

### Bảng B
| VT | Đội      | ST | T | H | B | BT | BB | HS | Đ | Giành quyền tham dự |
| -- | -------- | -- | - | - | - | -- | -- | -- | - | ------------------- |
| 1  | Uruguay  | 3  | 3 | 0 | 0 | 6  | 1  | +5 | 6 | Bán kết             |
| 2  | Honduras | 3  | 2 | 0 | 1 | 3  | 1  | +2 | 4 |                     |
| 3  | Hungary  | 3  | 1 | 0 | 2 | 3  | 4  | −1 | 2 |                     |
| 4  | Maroc    | 3  | 0 | 0 | 3 | 0  | 6  | −6 | 0 |                     |

| Maroc | 0 – 1      | Honduras    |
| ----- | ---------- | ----------- |
|       | (Chi tiết) | Norales 46' |

| Uruguay                     | 2 – 1      | Hungary   |
| --------------------------- | ---------- | --------- |
| Diogo 15' · Bica 25' (pen.) | (Chi tiết) | Péter 17' |

| Honduras | 0 – 1      | Uruguay   |
| -------- | ---------- | --------- |
|          | (Chi tiết) | Nadal 29' |

| Hungary                | 2 – 0      | Maroc |
| ---------------------- | ---------- | ----- |
| Kerekes 26' · Nagy 56' | (Chi tiết) |       |

| Hungary | 0 – 2      | Honduras                 |
| ------- | ---------- | ------------------------ |
|         | (Chi tiết) | Yearwood 7' · Duarte 30' |

| Uruguay                             | 3 – 0      | Maroc |
| ----------------------------------- | ---------- | ----- |
| Nadal 36' · Enrique 44' · Ramos 51' | (Chi tiết) |       |

### Bảng C
| VT | Đội         | ST | T | H | B | BT | BB | HS | Đ | Giành quyền tham dự |
| -- | ----------- | -- | - | - | - | -- | -- | -- | - | ------------------- |
| 1  | Brasil      | 3  | 2 | 1 | 0 | 8  | 2  | +6 | 5 | Bán kết             |
| 2  | Iran        | 3  | 1 | 1 | 1 | 4  | 5  | −1 | 3 |                     |
| 3  | Ý           | 3  | 0 | 2 | 1 | 1  | 3  | −2 | 2 |                     |
| 4  | Bờ Biển Ngà | 3  | 0 | 2 | 1 | 2  | 5  | −3 | 2 |                     |

| Ý           | 1 – 1      | Bờ Biển Ngà |
| ----------- | ---------- | ----------- |
| Capuzzo 11' | (Chi tiết) | Kouassi 77' |

| Brasil                                                      | 5 – 1      | Iran       |
| ----------------------------------------------------------- | ---------- | ---------- |
| Guina 22, 29, 39' · Paulo Roberto 37' · Júnior Brasília 52' | (Chi tiết) | Rajabi 55' |

| Iran | 0 – 0      | Ý |
| ---- | ---------- | - |
|      | (Chi tiết) |   |

| Bờ Biển Ngà  | 1 – 1      | Brasil     |
| ------------ | ---------- | ---------- |
| Ya Semon 46' | (Chi tiết) | Cléber 89' |

| Iran                          | 3 – 0      | Bờ Biển Ngà |
| ----------------------------- | ---------- | ----------- |
| Asheri 31, 87' · Barzegar 80' | (Chi tiết) |             |

| Brasil                   | 2 – 0      | Ý |
| ------------------------ | ---------- | - |
| Guina 11' · Paulinho 48' | (Chi tiết) |   |

### Bảng D
| VT | Đội      | ST | T | H | B | BT | BB | HS | Đ | Giành quyền tham dự |
| -- | -------- | -- | - | - | - | -- | -- | -- | - | ------------------- |
| 1  | Liên Xô  | 3  | 2 | 1 | 0 | 5  | 2  | +3 | 5 | Bán kết             |
| 2  | Paraguay | 3  | 2 | 0 | 1 | 6  | 2  | +4 | 4 |                     |
| 3  | Iraq     | 3  | 1 | 0 | 2 | 6  | 8  | −2 | 2 |                     |
| 4  | Áo       | 3  | 0 | 1 | 2 | 1  | 6  | −5 | 1 |                     |

| Liên Xô                    | 3 – 1      | Iraq        |
| -------------------------- | ---------- | ----------- |
| Petrakov 19, 23' · Bal 39' | (Chi tiết) | Munshid 77' |

| Áo | 0 – 1      | Paraguay  |
| -- | ---------- | --------- |
|    | (Chi tiết) | Morel 62' |

| Iraq                                                | 5 – 1      | Áo        |
| --------------------------------------------------- | ---------- | --------- |
| Munshid 30' · Hussain 34, 38, 90+3' · Hammadi 90+4' | (Chi tiết) | Weiss 28' |

| Paraguay      | 1 – 2      | Liên Xô                          |
| ------------- | ---------- | -------------------------------- |
| Battaglia 38' | (Chi tiết) | Khidiyatullin 29' · Bessonov 59' |

| Paraguay                                     | 4 – 0      | Iraq |
| -------------------------------------------- | ---------- | ---- |
| Salmaniego 26' · López 30, 68' · Giménez 67' | (Chi tiết) |      |

| Áo | 0 – 0      | Liên Xô |
| -- | ---------- | ------- |
|    | (Chi tiết) |         |

## Vòng đấu loại trực tiếp
|  | Bán kết           | Bán kết        |                    |       | Chung kết | Chung kết |
|  |                   |                |                    |       |           |           |
|  | 6 tháng 7 - Tunis |                |                    |       |           |           |
|  |                   |                |                    |       |           |           |
|  | México (pen.)     | 1 (5)          |                    |       |           |           |
|  | México (pen.)     | 1 (5)          | 10 tháng 7 - Tunis |       |           |           |
|  | Brasil            | 1 (3)          |                    |       |           |           |
|  | Brasil            | 1 (3)          | México             | 2 (8) |           |           |
|  | 6 tháng 7 - Tunis |                | México             | 2 (8) |           |           |
|  |                   | Liên Xô (pen.) | 2 (9)              |       |           |           |
|  | Uruguay           | Liên Xô (pen.) | 2 (9)              | 0 (3) |           |           |
|  | Uruguay           |                |                    | 0 (3) |           |           |
|  | Liên Xô (pen.)    | 0 (4)          |                    |       |           |           |
|  | Liên Xô (pen.)    | 0 (4)          | Tranh hạng ba      |       |           |           |
|  |                   |                |                    |       |           |           |
|  | 9 tháng 7 - Tunis |                |                    |       |           |           |
|  |                   |                |                    |       |           |           |
|  | Brasil            | 4              |                    |       |           |           |
|  | Brasil            | 4              |                    |       |           |           |
|  | Uruguay           | 0              |                    |       |           |           |

### Bán kết
| México            | 1 – 1 (s.h.p.) | Brasil         |
| ----------------- | -------------- | -------------- |
| Rergis 53'        | (Chi tiết)     | Jorge Luís 59' |
| Loạt sút luân lưu |                |                |
|                   | 5–3            |                |

| Uruguay           | 0 – 0 (s.h.p.) | Liên Xô |
| ----------------- | -------------- | ------- |
|                   | (Chi tiết)     |         |
| Loạt sút luân lưu |                |         |
|                   | 3–4            |         |

### Tranh hạng ba
| Brasil                                                   | 4 – 0      | Uruguay |
| -------------------------------------------------------- | ---------- | ------- |
| Cléber 13' · Paulo Roberto 30' · Paulinho 53' · Tião 69' | (Chi tiết) |         |

### Chung kết
| México                  | 2 – 2 (s.h.p.) (8-9 pen.) | Liên Xô          |
| ----------------------- | ------------------------- | ---------------- |
| Garduno 50' · Manzo 58' | (Chi tiết)                | Bessonov 43, 54' |

## Vô địch
| Giải vô địch bóng đá trẻ thế giới 1977 |
| -------------------------------------- |
| · Liên Xô · Lần thứ 1                  |

## Giải thưởng
| Chiếc giày vàng | Quả bóng vàng     | Giải phong cách FIFA |
| --------------- | ----------------- | -------------------- |
| Guina           | Vladimir Bessonov | Brasil               |

## Cầu thủ ghi bàn
Guina của Brasil đã giành giải thưởng Chiếc giày vàng khi ghi được 4 bàn thắng. Tổng cộng có 70 bàn thắng được ghi bởi 49 cầu thủ khác nhau, không có bàn nào được tính là phản lưới nhà.
4 bàn
- Guina

3 bàn
- Hussein Saeed
- Agustin Manzo
- Luis Placencia
- Vladimir Bessonov

2 bàn
| - Cléber - Paulinho - Paulo Roberto - Moharam Asheri | - Hussain Munshid - Fernando Garduno - Pedro López | - Valeri Petrakov - José Ricardo Escobar - Amaro Nadal |

1 bàn
| - Heinz Weiss - Jorge Luís - Júnior Brasília - Tião - Andre Wiss - Gerard Bacconnier - Thierry Meyer - Gilberto Yearwood - José Enrique Duarte - Prudencio Norales - Imre Nagy - János Kerekes | - Zoltán Péter - Reza Rajabi - Abdolreza Barzegar - Haddi Hammadi - Luigi Capuzzo - Honore Ya Semon - Lucien Kouassi - Eduardo Moses - Eduardo Rergis - Hugo Rodríguez - Eugenio Giménez | - Domingo Salmaniego - Juan Battaglia - Víctor Morel - Andrei Bal - Vagiz Khidiyatullin - José Casas - Ali Ben Fattoum - Alberto Bica - Daniel Enrique - Venancio Ramos - Víctor Diogo |

## Bảng xếp hạng giải đấu
| VT | Đội         | ST | T | H | B | BT | BB | HS  | Đ | Chung cuộc          |
| -- | ----------- | -- | - | - | - | -- | -- | --- | - | ------------------- |
| 1  | Liên Xô     | 5  | 2 | 3 | 0 | 7  | 4  | +3  | 7 | Vô địch             |
| 2  | México      | 5  | 1 | 4 | 0 | 11 | 5  | +6  | 6 | Á quân              |
| 3  | Brasil      | 5  | 3 | 2 | 0 | 13 | 3  | +10 | 8 | Hạng ba             |
| 4  | Uruguay     | 5  | 3 | 1 | 1 | 6  | 5  | +1  | 7 | Hạng tư             |
|    |             |    |   |   |   |    |    |     |   |                     |
| 5  | Paraguay    | 3  | 2 | 0 | 1 | 6  | 2  | +4  | 4 | Bị loại ở Vòng bảng |
| 6  | Honduras    | 3  | 2 | 0 | 1 | 3  | 1  | +2  | 4 | Bị loại ở Vòng bảng |
| 7  | Tây Ban Nha | 3  | 1 | 1 | 1 | 3  | 3  | 0   | 3 | Bị loại ở Vòng bảng |
| 7  | Pháp        | 3  | 1 | 1 | 1 | 3  | 3  | 0   | 3 | Bị loại ở Vòng bảng |
| 9  | Iran        | 3  | 1 | 1 | 1 | 4  | 5  | −1  | 3 | Bị loại ở Vòng bảng |
| 10 | Hungary     | 3  | 1 | 0 | 2 | 3  | 4  | −1  | 2 | Bị loại ở Vòng bảng |
| 11 | Iraq        | 3  | 1 | 0 | 2 | 6  | 8  | −2  | 2 | Bị loại ở Vòng bảng |
| 12 | Ý           | 3  | 0 | 2 | 1 | 1  | 3  | −2  | 2 | Bị loại ở Vòng bảng |
| 13 | Bờ Biển Ngà | 3  | 0 | 2 | 1 | 2  | 5  | −3  | 2 | Bị loại ở Vòng bảng |
| 14 | Tunisia (H) | 3  | 1 | 0 | 2 | 1  | 7  | −6  | 2 | Bị loại ở Vòng bảng |
| 15 | Áo          | 3  | 0 | 1 | 2 | 1  | 6  | −5  | 1 | Bị loại ở Vòng bảng |
| 16 | Maroc       | 3  | 0 | 0 | 3 | 0  | 6  | −6  | 0 | Bị loại ở Vòng bảng |